# Rete mirabile
Rete Mirabile ou rede maravilhosa, é um complexo onde veias e artérias ficam muito próximas, paralelas umas as outras, o sangue venoso e o sangue arterial circulam em sentidos opostos, criando assim um sistema contracorrente, que permite uma maior conservação de calor nos músculos e uma circulação mais rápida do sangue no corpo, possibilitando o aumento da temperatura corporal, trocas gasosas e de nutrientes.
Além dos capilares, há outros pontos de ligamentos direto entre veias e artérias com o intuito de transferir o calor do sangue venoso resultante da atividade metabólica para o sangue arterial e assim sucessivamente.
Conforme o sangue contido nos vasos mais periféricos esfria, ele retorna para uma região mais interna, sofrendo aquecimento e em seguida retorna a periferia.
No processo metabólico de consumo de ATP, parte da energia é liberada em forma de calor, esse calor é conservado pela rete mirabile. Sendo assim, conforme ocorrem novas contrações, a temperatura tende a aumentar cada vez mais, já que o complexo diminui a perda de calor para o ambiente.
Quanto maior a temperatura, mais acelerado fica o metabolismo e consequentemente maior o consumo de ATP, com isso, maior o ganho de temperatura. Com maior temperatura e o metabolismo mais acelerado, ocorrerá mais contrações musculares, isso permite mais velocidade e agilidade para o organismo. É dessa forma que peixes como o Atum conseguem manter uma temperatura de 30°C quando o meio externo encontra-se a 7°C, além de poder realizar grandes migrações,podendo em um único dia percorrer mais de 150 km.